# One More Night (chanson de Maroon 5)
Pour les articles homonymes, voir One More Night.
Singles de Maroon 5
Payphone
(2012) Daylight
(2012)
One More Night est une chanson du groupe américain Maroon 5 issue de leur quatrième album studio Overexposed. Le single sort le 19 juin 2012 sous le label A&M Records.

## Classements et certifications

### Classement hebdomadaire
| Classement (2012)                          | Meilleure position |
| ------------------------------------------ | ------------------ |
| Afrique du Sud (Mediaguide)                | 2                  |
| Allemagne (Media Control AG)               | 17                 |
| Australie (ARIA)                           | 2                  |
| Autriche (Ö3 Austria Top 40)               | 8                  |
| Belgique (Flandre Ultratop 50 Singles)     | 16                 |
| Belgique (Wallonie Ultratop 50 Singles)    | 15                 |
| Brésil (Hot 100 Airplay)                   | 5                  |
| Bulgarie (IFPI)                            | 1                  |
| Canada (Hot 100)                           | 2                  |
| Corée du Sud (Gaon International)          | 1                  |
| Danemark (Tracklisten)                     | 8                  |
| Écosse (OCC)                               | 7                  |
| Espagne (PROMUSICAE)                       | 25                 |
| États-Unis (Hot 100)                       | 1                  |
| États-Unis (Pop Airplay)                   | 1                  |
| Finlande (Suomen virallinen lista)         | 2                  |
| France (SNEP)                              | 9                  |
| Hongrie (Rádiós Top 40)                    | 8                  |
| Irlande (IRMA)                             | 16                 |
| Israël (Media Forest)                      | 3                  |
| Italie (FIMI)                              | 13                 |
| Japon (Japan Hot 100)                      | 47                 |
| Mexique (Airplay International)            | 5                  |
| Nouvelle-Zélande (RMNZ)                    | 1                  |
| Norvège (VG-lista)                         | 7                  |
| Pays-Bas (Nederlandse Top 40)              | 23                 |
| Pologne (ZPAV)                             | 5                  |
| Slovaquie (IFPI Rádio)                     | 49                 |
| Tchéquie (IFPI Rádio)                      | 2                  |
| Roumanie (Romanian Top 100)                | 41                 |
| Suède (Sverigetopplistan)                  | 5                  |
| Suisse (Schweizer Hitparade)               | 11                 |
| Royaume-Uni (UK Singles Chart)             | 8                  |
| Venezuela Pop Rock General (Record Report) | 4                  |

### Classement annuel
| Classement (2012)    | Position |
| -------------------- | -------- |
| États-Unis (Hot 100) | 18       |

### Certifications
| Pays                     | Certification | Ventes    |
| ------------------------ | ------------- | --------- |
| Australie (ARIA)         | 4 × Platine   | 280 000   |
| Danemark (IFPI)          | 2 × Platine   | 60 000    |
| États-Unis (RIAA)        | 4 × Platine   | 4 000 000 |
| Italie (FIMI)            | Platine       | 30 000    |
| Nouvelle-Zélande (RIANZ) | 2 × Platine   | 30 000    |
| Suisse (IFPI)            | Or            | 15 000    |

## Historique de sortie
| Région      | Date              | Format                  |
| ----------- | ----------------- | ----------------------- |
| États-Unis  | 19 juin 2012      | Téléchargement digital  |
| États-Unis  | 17 juillet 2012   | Top 40/Mainstream radio |
| Allemagne   | 21 septembre 2012 | CD single               |
| Royaume-Uni | 28 octobre 2012   | EP remix digital        |